# کلمزیگ، استرالیای جنوبی
کلمزیگ (به انگلیسی: Klemzig) یک حومه شهر در استرالیا است که در Port Adelaide Enfield واقع شده‌است.